# BFC Germania 1888
Maillots
Le BFC Germania 1888 est un club allemand de football localisé à Berlin.
Ce club se définit comme le plus vieux club de football allemand. Le Deutscher FV 1878 Hannover est plus ancien de dix ans, mais il joue au rugby (à sa création une section football exista aussi).

## Plus vieux club allemand de football
En Allemagne, il est de tradition (depuis le tout début) pour les clubs et associations sportives de faire apparaître leur année de création dans leur nom officiel. 
Le BFC Germania 1888 revendique le titre de plus vieux club de football d’Allemagne. Des cercles comme SSV Ulm 1846, VfL Bochum ou TSV Munich 1860 sont plus anciens mais aux origines, il s’agissait de clubs d’Athlétisme ou de Gymnastique, leur section football fut créée après le BFC Germania.
Des équipes furent formées avant le BFC Germania, comme Berliner Cricket-Club 1883, BFC Frankfurt 1885, ou SC Germania zu Hamburg 1887 mais elles s’occupèrent d’abord, respectivement de Cricket, de Rugby à XV ou d’Athlétisme. Le seul de ces trois clubs qui existe encore est le  Hamburger SV.

## Histoire

### Fondation
Le BFC Germania 1888 a été créé le 15 avril 1888 à l’instigation de Paul Jestram, de ses trois frères et de plusieurs de leurs condisciples d’école de l’Askanischen Gymnasium.
À cette époque, le football n’est pas encore très connu en Allemagne. Les premières rencontres jouées à Berlin le furent entre équipes berlinoises et hambourgeoises composées d’Anglais expatriés, durant l’hiver 1881-82.
Aucun terrain n’existait, ainsi le BFC Germania joua sur un site qui devint plus tard l’aéroport de Tempelhof.

### Premier champion d’Allemagne non officiel
En novembre 1890, le BFC Germania 1888 fut un des fondateurs de la première ligue de football en Allemagne: la Bund Deutscher Fußballspieler (BDF)  ou  Fédération des joueurs de football allemands. Elle fut composée de club berlinois: BFC Vorwärts 1890, BFC Askania 1890, BFC Borussia 1890, BFC Concordia 1890, BFC Hellas 1890, BFC Tasmania 1890 et le BFC Teutonia 1891.
Le Germania 1888 remporta un premier tournoi organisé par la ligue. Comme celle-ci était la seule existante, le club se déclara premier champion d’Allemagne. Les archives du club indiquent que le BFC défendit son titre, mais aucune preuve n’a pu être trouvée.
La BDF connu de nombreux désaccords entre ses membres. Les principaux litiges concernaient essentiellement l’emploi ou non de joueurs étrangers, et les transferts de joueurs entre les équipes.
En 1891, la Deutschen Fußball- und Cricket Bund or German Football (DFuCB). De nombreux anciens clubs de la BDF entrèrent dans cette nouvelle ligue. Tout en restant dans leur ligue initial, plusieurs joueurs du BFC Germania voulurent aussi joué dans la DFuCB, mais se heurtèrent à d’abord à un refus. Celui-ci était motivé par des arguments nationalistes et de l’impossibilité de coopérer avec des clubs émargeant à la BDF. À partir de 1892, le BFC Germania fut admis dans un nouveau championnat. Mais le club se retrouva frustré en terminant quatre fois deuxième derrière le BTuFC Viktoria 89.

### Fondateur de la DFB puis recul dans la hiérarchie
En 1900, le BFC Germania quitta la DFuCB pour entrer dans la Verband Deutscher Ballspiel Vereine – (VDBV), créé trois ans plus tôt. Au début de cette même année, le BFC Germania fut un des fondateurs  de la DFB .
Alors que le jeu de développait, et se structurait en Allemagne, le BFC Germania devint moins en vue. Au moment du déclenchement de la Première Guerre mondiale, le Germania 1888 avait été relégué de la plus haute division berlinoise.
Le BFC Germania 1888 joua dans les séries locales jusqu’à la Seconde Guerre mondiale. Après celle-ci, comme toutes les associations allemandes, le club fut dissous par les Alliés. Le club fut reconstitué en 1946 sous l’appellation SG Neu-Tempelhof et joua en Amateurliga Berlin (équivalent D3) lors de la saison 1948-1949. Le club n’y marqua qu’un seul point en 18 rencontres. Peu après, le club reprit sa dénomination initiale.

### De nos jours
En 2000-2001, le BFC Germania 1888 joua en Bezirsliga (niveau 7) et progressa jusqu’en Verbandsliga (niveau 5) en 2002-2003. Après trois ans, le club accéda à la Landesliga Berlin (niveau 6).

## Palmarès
- Champion de Berlin: 1890, 1991.
- Vice-champion de Berlin: 1893, 1894, 1896, 1897

## Personnalités
- George Demmler et Fritz Boxhammer (deux anciens joueurs du BFC Germania) jouèrent un rôle actif dans la création de la BFV (Berliner Fußball-Verband) puis de la  DFB. Demmler participa aussi à la création de la Deutsche Sportbehörde für Leichtathletik (prédécesseur de la Deutscher Leichtathletik-Verband) et en devint Président.

- Le gardien de but de la première équipe nationale d’Allemagne fut celui du  BFC Germania 1888, Fritz Baumgarten.

## Divers
- Les fondateurs du Hertha BSC Berlin se replièrent sur l’appellation Hertha car Germania était déjà pris.

- Le 3 mai 1889, plusieurs anciens joueurs du BFC Germania 1888 créèrent le BFC Marbert  qui fut plus tard rebaptisé BFC Stern 1889.

- En 1898, le BFC Germania 1888 fut le premier club allemand à créer une section d’équipes d’âge

- Le 30 avril 1905, le Kronprinz Guillaume (qui aurait dû devenir Guillaume III) vit son premier match de football lors d’un match opposant le BFC Germania 1888 à l’équipe amateur anglaise (réputée à l’époque) du Civil Service London. Le Germania 1888 s’imposa 3–2.

## Sources et Liens externes
- Website officiel du BFC Germania 1888
- www.trend.infopartisan.net
- www.nordostfussball.de
- www.luise-berlin.de